# Miconia subcompressa
Miconia subcompressa är en tvåhjärtbladig växtart som beskrevs av Ignatz Urban. Miconia subcompressa ingår i släktet Miconia och familjen Melastomataceae. Inga underarter finns listade i Catalogue of Life.